# Nigidius oblongus
Nigidius oblongus es una especie de coleóptero de la familia Lucanidae.

## Distribución geográfica
Habita en Java (Indonesia).